# Tragulus
Genre
Tragulus est un  genre de très petits mammifères de la famille des Tragulidae (chevrotains) présent uniquement en Asie du Sud-Est et dans le sud de la Chine).

## Liste d'espèces
Selon ITIS :
- Tragulus javanicus (Osbeck, 1765)
- Tragulus napu (F. Cuvier, 1822)

Selon MSW :
- Tragulus javanicus
- Tragulus kanchil
- Tragulus napu
- Tragulus nigricans
- Tragulus versicolor
- Tragulus williamsoni